# Josu Urrutia
Josu Urrutia Tellería (Bilbao, Vizcaya, 10 de abril de 1968), exfutbolista y expresidente del Athletic Club. Su demarcación era la de centrocampista. Durante su carrera profesional sólo jugó en el Athletic Club, club donde se formó desde los seis años. Disputó 401 partidos oficiales entre su debut, el 20 de marzo de 1988, y su último partido disputado el 11 de septiembre de 2002.
Ostenta el récord de ser el presidente con más votos obtenidos en unas elecciones del Athletic Club con 12 057 votos. Durante su mandato, en septiembre de 2013, se produjo el cambio al nuevo estadio de San Mamés.
Fue presidente del Athletic Club entre julio de 2011 y noviembre de 2018.
En julio de 2024 fue nombrado presidente de la consultora Bilbomática, perteneciente a Altia.

## Trayectoria
- Categorías inferiores del Athletic Club
- 1986-1990 Bilbao Athletic
- 1988-2003 Athletic Club
- Elegido el 7 de julio de 2011 el presidente n.º 31 del Athletic Club, siendo el cuarto exjugador[5] en conseguir la presidencia del club.[6][7] El 20 de marzo de 2015 fue reelegido presidente del club, sin proceso electoral, durante cuatro años más.[8]

## Fichajes durante su mandato
Esta es la lista de fichajes que ha realizado para el primer equipo del Athletic bajo su mandato:
En 2011 y en 2016 no realizó ningún fichaje.
En 2012, incorporó a Aritz Aduriz (2'5 millones) y dos jugadores libres: Iago Herrerín e Isma López.
En 2013 incorporó a Beñat Etxebarria (9 millones), Kike Sola (4 millones), Mikel Rico (3 millones), Mikel Balenziaga (0'5 millones) y a Xabier Etxeita libre.
En 2014 incorporó a Borja Viguera (un millón).
En 2015 incorporó a Raúl García (10 millones) y a tres jugadores libres: Eneko Bóveda, Gorka Elustondo y Javier Eraso.
En 2017 anunció el fichaje de Ander Capa (3 millones), que no llegaría hasta julio de 2018.
En 2018, durante el mes de enero, incorporó a Cristian Ganea (600 000 euros) -aunque no se unió a la plantilla hasta el mes de julio- y a Iñigo Martínez, siendo este el fichaje más caro de la historia del club rojiblanco (32 millones de euros). El verano de ese mismo año también se incorporaron Yuri Berchiche (20 millones) y a Dani García como jugador libre.